# 埃马努埃尔·席尔瓦
埃马努埃尔·席尔瓦（葡萄牙語：Emanuel Silva，1985年12月4日—），葡萄牙男子皮划艇运动员。他曾代表葡萄牙参加2004年、2008年、2012年、2016年和2020年夏季奥林匹克运动会皮划艇比赛，其中2012年奥运会获得一枚银牌。